# Musykiwka
Musykiwka (ukrainisch Музиківка; russisch Музыковка Musykowka) ist ein Dorf in der ukrainischen Oblast Cherson mit etwa 2600 Einwohnern.

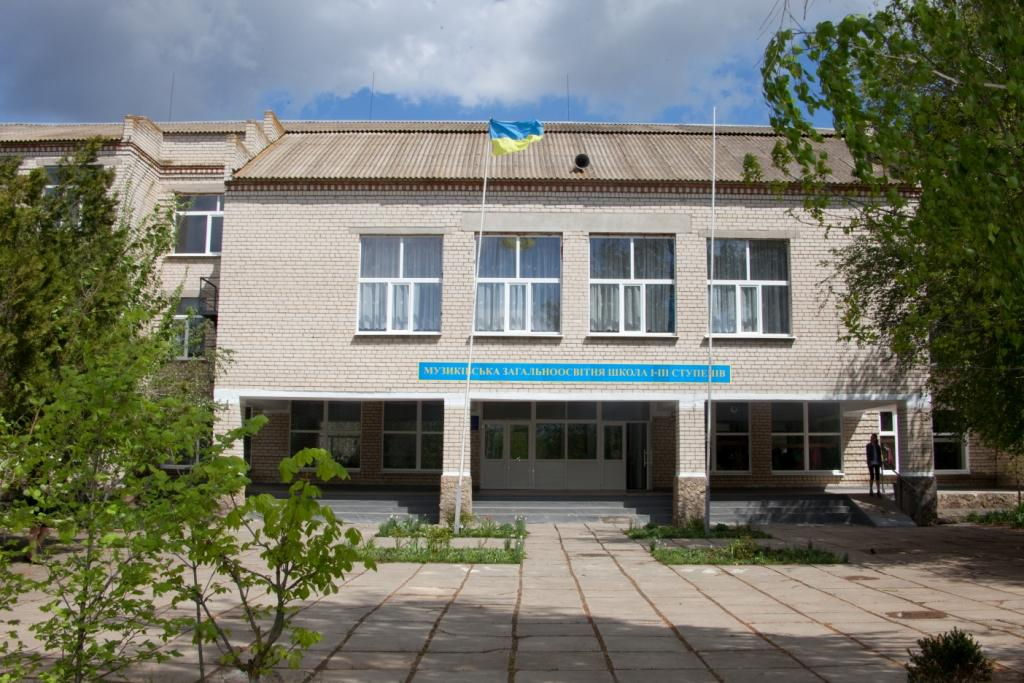
Schulgebäude im Ort

Das 1856 gegründete Dorf liegt Fluss Werewtschyna (Веревчина), 13 km nördlich vom Rajons- und Oblastzentrum Cherson entfernt.

## Verwaltungsgliederung
Am 4. Juli 2016 wurde das Dorf zum Zentrum der neugegründeten Landgemeinde Musykiwka (ukrainisch Музиківська сільська громада/Musykiwska silska hromada), zu dieser zählen auch noch die 4 in der untenstehenden Tabelle aufgelistetenen Dörfer, bis dahin bildete es zusammen mit den Dörfern Miroschnykiwka und Wyssunzi die gleichnamige Landratsgemeinde Musykiwka (Музиківська сільська рада/Musykiwska silska rada) im Norden des Rajons Biloserka.
Seit dem 17. Juli 2020 ist es ein Teil des Rajons Cherson.
Folgende Orte sind neben dem Hauptort Musykiwka Teil der Gemeinde:
| Name                     | Name         | Name                          |
| ukrainisch transkribiert | ukrainisch   | russisch                      |
| ------------------------ | ------------ | ----------------------------- |
| Miroschnykiwka           | Мірошниківка | Мирошниковка (Miroschnikowka) |
| Sahorjaniwka             | Загорянівка  | Загоряновка (Sagorjanowka)    |
| Schidne                  | Східне       | Схидное (Schidnoje)           |
| Wyssunzi                 | Висунці      | Высунцы (Wyssunzy)            |